# Сульванит
Сульвани́т — редкий минерал класса сульфосолей, содержащий ванадий. Химическая формула — Cu3VS4. Встречается в гидротермальных ванадийсодержащих месторождениях меди.

## Открытие и происхождение названия
Сульванит был впервые обнаружен английским геодезистом Джорджем Гойдером на австралийском месторождении Эдельвейс неподалёку от города Бурра (Южная Австралия). Название минерала указывает на одновременное присутствие в его составе серы (Sulfur) и ванадия.

## Физические свойства
Золотисто-бронзовые кубические кристаллы с металлическим блеском, размером до 2,5 см. Спайность совершенная по пинакоиду. Плотность — около 4 г/см³.

## Химические свойства
Сульванит не реагирует с кислотами при нормальных условиях.

## Нахождение в природе
Минерал встречается в гидротермальных ванадийсодержащих месторождениях меди в качестве основного сульфида.
Ассоциирующиеся минералы: на австралийском месторождении Бурра-Бурра — халькопирит, дигенит, ковеллин, хризоколла, малахит, азурит, атакамит, везиньеит, моттрамит, гипс; на российском месторождении Пай-Хой (Ненецкий автономный округ) — юшкинит, кадмиевый сфалерит, флюорит.

## Месторождения
Страны, добывающие сульванит: Австралия, США, Канада, Аргентина, Италия, Болгария, Сербия, Греция, Чехия, Польша, Германия, Финляндия, Франция (Корсика), Россия, Китай, Казахстан, Монголия, Кыргызстан, Япония, ДР Конго, Намибия.